# Eliminacje do Mistrzostw Europy w Piłce Siatkowej Kobiet 2011
Eliminacje do Mistrzostw Europy w Piłce Siatkowej Kobiet 2011 rozpoczęły się w maju 2010 roku. Wzięło w nich udział 26 reprezentacji. Eliminacje wyłoniły pozostałych 9 finalistów.
Eliminacje składały się z trzech etapów. W pierwszym udział wzięły 4 reprezentacje z których 2 awansowały do drugiej rundy. W drugiej rundzie wzięły udział 24 reprezentacje narodowe podzielone na 6 grup po 4 zespoły. Awans uzyskały zwyciężczynie grup. Ekipy z drugich miejsce w trzecim etapie eliminacji zagrały ze sobą systemem mecz – rewanż. Zwycięzcy dwumeczów awansują do Mistrzostw Europy.

## Skład eliminacji
| - Austria - Azerbejdżan - Belgia - Białoruś - Bośnia i Hercegowina - Bułgaria - Chorwacja | - Czarnogóra - Czechy - Dania - Finlandia - Francja - Grecja - Gruzja | - Hiszpania - Izrael - Luksemburg - Portugalia - Rumunia - Słowacja - Słowenia | - Szwajcaria - Szwecja - Ukraina - Węgry - Wielka Brytania |

## Pierwsza runda

### Skład rundy
- Dania
- Luksemburg
- Szwajcaria
- Szwecja

### Zakwalifikowani do drugiej rundy
- Szwajcaria
- Szwecja

## Druga runda

### Skład rundy
| - Austria - Azerbejdżan - Belgia - Białoruś - Bośnia i Hercegowina - Bułgaria | - Chorwacja - Czarnogóra - Czechy - Finlandia - Francja - Grecja | - Gruzja - Hiszpania - Izrael - Portugalia - Rumunia - Słowacja | - Słowenia - Szwajcaria - Szwecja - Ukraina - Węgry - Wielka Brytania |

### Skład grup
| Grupa A                                          | Grupa B                      | Grupa C                                 | Grupa D                                   | Grupa E                         | Grupa F                                      |
| ------------------------------------------------ | ---------------------------- | --------------------------------------- | ----------------------------------------- | ------------------------------- | -------------------------------------------- |
| Azerbejdżan Białoruś Bośnia i Hercegowina Gruzja | Austria Czechy Francja Węgry | Izrael Słowacja Ukraina Wielka Brytania | Chorwacja Czarnogóra Hiszpania Szwajcaria | Belgia Rumunia Słowenia Szwecja | - Bułgaria - Finlandia - Grecja - Portugalia |

### Zakwalifikowani do mistrzostw
- Azerbejdżan
- Bułgaria
- Czechy
- Hiszpania
- Rumunia
- Ukraina

### Zakwalifikowani do barażów
- Belgia
- Białoruś
- Chorwacja
- Finlandia
- Francja
- Izrael

## Baraże

### Skład barażów
- Belgia
- Białoruś
- Chorwacja
- Finlandia
- Francja
- Izrael

### Zakwalifikowani do mistrzostw
Chorwacja

 Francja

 Izrael

## Skład Mistrzostw Europy Kobiet 2011
- Serbia (organizator)
- Włochy (organizator)
- Holandia (2. miejsce w Mistrzostwach Europy 2009)
- Polska (3. miejsce w Mistrzostwach Europy 2009)
- Niemcy (4. miejsce w Mistrzostwach Europy 2009)
- Turcja (5. miejsce w Mistrzostwach Europy 2009)
- Rosja (6. miejsce w Mistrzostwach Europy 2009)
- Azerbejdżan (1. miejsce Grupa A)
- Czechy (1. miejsce Grupa B)
- Ukraina (1. miejsce Grupa C)
- Hiszpania (1. miejsce Grupa D)
- Rumunia (1. miejsce Grupa E)
- Bułgaria (1. miejsce Grupa F)
- Francja (baraże)
- Chorwacja (baraże)
- Izrael (baraże)